# Henry Cavendish
Henry Cavendish (født 10. oktober 1731, død 24. februar 1810) var en britisk videnskabsmand, bedst kendt for opdagelsen af brint. Han kaldte den nyopdagede gas "brændbar luft", beregnede gassens densitet og beskrev forbrændingen, som dannede vand. Antoine Lavoisier gentog senere Cavendish's forsøg, og gav grundstoffet navnet hydrogen.
I 1797-1798 udførte Henry Cavendish et eksperiment for at beregne jordens tæthed og dermed vægt (masse). Eksperimentet byggede på ideer og udstyr fra geologen John Michell, som døde før påbegyndelsen af sit eksperiment. Ved at modificere udstyret og eliminere fejlkilder nåede Cavendish frem til en meget præcis måling af massetiltrækningen mellem de to par af blykugler i forsøget, og hans efterfølgende beregning af jordens tæthed gav et resultat, som er under 1% fra den værdi, som moderne forskere regner med. Ud fra tallene fra hans berømte eksperiment kan man også beregne en værdi for Newtons gravitationskonstant, og andre forskere er dermed blevet ledt frem til at beregne en endnu mere nøjagtig værdi.
Som person var Cavendish meget sky, tilbageholdende og stille. Han holdt sig fra videnskabelige konferencer, udvekslede kun sjældent sine resultater med sine kollegaer, og foretrak, med enkelte undtagelser, at kommunikere udelukkende igennem breve.[kilde mangler]